# SelTrac
SelTrac (auch SELTrac oder SELTRAC) ist eine Betriebsablaufsteuerung für den spurgebundenen Nahverkehr, die den vollautomatischen Betrieb von Zügen ermöglicht. Das System wurde von der Standard Elektrik Lorenz (SEL) entwickelt und in West-Berlin auf Kleinprofil-Strecken der U-Bahn erprobt und eingesetzt. Durch das System kann der Abstand zwischen zwei Zügen auf den Bremsweg reduziert und dadurch die Zugfrequenz deutlich erhöht werden. Die Bezeichnung steht für Standard Elektrik Lorenz Trac.

## Versuchsbetrieb am Gleisdreieck
Im Zuge der Schließung der Sektorengrenze zwischen West- und Ost-Berlin am 13. August 1961 wurde der Betrieb auf dem Abschnitt zwischen den U-Bahnhöfen Gleisdreieck und Potsdamer Platz der heutigen U-Bahn-Linie U2 eingestellt. Ab dem 1. Januar 1972 fuhr auch auf der Hochbahn zwischen Gleisdreieck und Wittenbergplatz kein U-Bahn-Zug im Fahrgastbetrieb mehr.
Mit Geldern des Bundesministeriums für Forschung und Technologie begann die Firma SEL im ersten Halbjahr 1977 auf dem 833 m langen stillgelegten Abschnitt zwischen den Hochbahnhöfen Bülowstraße und Gleisdreieck (unten) einen Feldversuch. Die Teststrecke endete vor dem Bahnhof Bülowstraße, da jener damals als Gewerbefläche vermietet war. Im zweiten Halbjahr wurde sie an die Sektorengrenze bis kurz vor der Abstellanlage des U-Bahnhofs Potsdamer Platz erweitert. Damit stand eine rund 1650 m lange, überwiegend zweigleisige Strecke für den Versuchsbetrieb zur Verfügung. Hierfür wurden die Doppeltriebwagen 856/857 und 848/849 der Baureihe A3L entsprechend umgerüstet. Da am Gleisdreieck ein Betriebsgleis zur U-Bahn-Linie 1 bestand, konnten die Fahrzeuge auf dem Schienenweg zugeführt werden. Im Mai 1977 fanden die ersten Probefahrten statt.
Der Versuchsbetrieb des Jahres 1977 konzentrierte sich im Wesentlichen auf die betriebliche Demonstration der verschiedenen Funktionen der Betriebsablaufsteuerung: automatische Fahrt, Weichenfahrt, Stellwerkssteuerung, Störungen im Mehrrechnersystem, Zugverbandsfahrten, Sicherheitsreaktionen und betriebliche Sonderfälle wie Schutzfahrt, Kuppelfahrt und temporäre Langsamfahrstellen. In jenem Jahr legten die beiden Versuchsfahrzeuge rund 12.000 km zurück. 1978 diente der Betrieb der Dauererprobung der verschiedenen Komponenten der Automation. Dabei legten die beiden Fahrzeuge zusammen mehr als 42.000 km zurück, was einer täglichen Fahrleistung von ca. 120 km pro Fahrzeug entsprach.
Im Frühjahr 1978 wurde das Umschalten zwischen Bordsteuergeräten im Zugverband erfolgreich erprobt. Bis zum Herbst 1981 wurde die Zuverlässigkeitserprobung auf dieser Teststrecke fortgesetzt.

## Betrieb auf der Linie 4 in Berlin

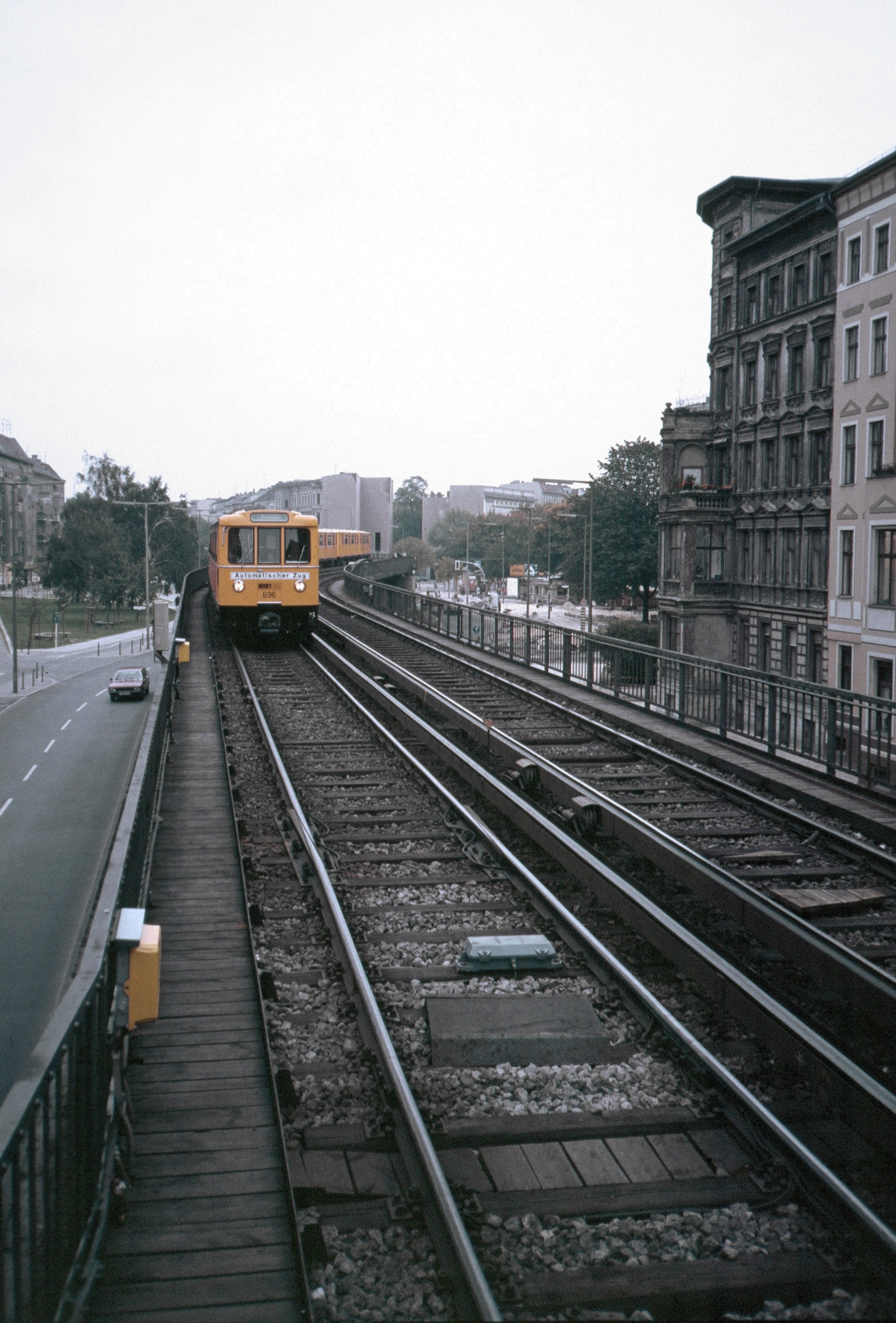
SelTrac-Doppeltriebwagen 696/697 an der Spitze eines Zugs im Einsatz außerhalb der automatisierten Strecke auf der Berliner U-Bahn-Linie U1 (1986)

Als zweite Stufe der Systemerprobung wurde am 4. Mai 1981 der Referenzbetrieb auf der U-Bahn-Linie 4 aufgenommen. Diese wurde ausgewählt, da sie unabhängig von den übrigen Linien verkehrt und als geschlossenes System betrieben werden kann. Zweck der Referenzstrecke war, die SELTRAC-Systematik unter Alltagsbedingungen zu testen, weitere Erfahrungen zu sammeln und möglichen Kunden das System vorzuführen. Die Strecke wurde oberbautechnisch komplett überarbeitet; im Gleis wurde der Linienleiter verlegt, die Signalanlagen wurden erweitert und zur Beobachtung des Fahrgastwechsels in den U-Bahnhöfen Fernsehkameras installiert. Im Regionalstellwerk Nollendorfplatz wurde eine Steuerzentrale für die Linie 4 eingerichtet.
Zwischen 1978 und 1980 wurden in der Hauptwerkstatt Grunewald 16 Doppeltriebwagen der damals modernsten Kleinprofil-Baureihe A3L für den automatischen Zugbetrieb ausgerüstet. Neben den erforderlichen Sende- und Empfangsanlagen erhielten die Fahrzeuge eine Computeranlage zur Steuerung des Zugs und den Dialog mit der Steuerzentrale sowie eine Lautsprecheranlage. Vier Doppeltriebwagen wurden zudem mit weiteren Fahrgastinformationsmitteln (Fallblattanzeiger an den Stirnfronten, Kleinpalettenanzeiger und Gegensprechanlage im Fahrgastraum) ausgerüstet. Die freizügige Verwendbarkeit all dieser Wagen im Kleinprofilnetz blieb erhalten. Bei den 16 Fahrzeugen handelte es sich um die folgenden Doppeltriebwagen: 682/683, 684/685, 688/689, 690/691, 692/693, 696/697, 700/701, 702/703, 706/707, 708/709, 712/713, 716/717, 718/719, 732/733, 748/749 und 758/759.
Der Probebetrieb auf der Linie 4 zwischen 1981 und 1985 diente der Vorbereitung zur Abnahme durch die technische Aufsichtsbehörde, die für eine Anwendung im Regelbetrieb unerlässlich war. Die automatisch gesteuerten Züge fuhren ohne Fahrgäste zwischen den normalen Regelzügen, während der nächtlichen Betriebspausen konnte vollautomatisch gefahren werden. Bis September 1985 waren die Lichtsignale weiterhin gültig und die magnetischen Fahrsperren blieben aktiv. Um bei Gefahr eingreifen zu können, verblieb das Fahrpersonal in den Zügen, auch die Zugabfertiger auf den Bahnsteigen standen zur Beobachtung auf ihren Posten.
Für die Zulassung des Systems im öffentlichen Verkehr wurde ein intensiver Funktions- und Sicherheitsbetrieb unter Beobachtung aller Komponenten für den Zeitraum vom 10. bis 27. September 1985, täglich von 8 bis 13 Uhr, angesetzt. 14 Zwei-Wagen-Züge (je ein Doppeltriebwagen) kamen auf der knapp 3 km langen Strecke zum Einsatz, sodass sich im 90- bis 50-Sekunden-Takt ein dichter Zugverkehr aufbaute. Sie waren durchweg personell besetzt, jedoch hatten die Fahrer rein beobachtende Aufgaben.
Nach Abschluss des Dauerbetriebs wurde die Zulassung des SELTRAC-Systems im Fahrgastverkehr erteilt. An der zentralen Abfertigung wurde jedoch festgehalten, da für einen vollautomatischen Betrieb eine Veränderung der Türüberwachung erforderlich gewesen wäre. Einer der Kritikpunkte war die fehlende Erkennung von Hindernissen im Gleisbett. Bei anderen weltweiten Anwendungen ersetzten später entweder Bahnsteigtüren diesen Mangel, Kontaktmatten ermittelten Personen oder Gegenstände ab einem bestimmten Gewicht oder aber die dortigen Aufsichtsbehörden verlangten keine besondere Prüfung der Gleise.
Zum Jahresende 1985 zog sich SEL aus der Berliner Anlage zurück. Die Systemtechnik wurde zur weiteren Verwendung den Berliner Verkehrsbetrieben (BVG) übergeben, die das System weiterbetrieben. SEL blieb zur Behebung von Problemen zur Verfügung. Mitte der 1990er Jahre kam es zunehmend zu Störungen an den Bordrechnern, die altersbedingt hätten getauscht werden müssen. Da nach Umbauten ab 1988 die SELTRAC-Züge nicht mehr mit konventionellen Zügen kompatibel waren, war deren Einsatzmöglichkeit fortan beschränkt. Ende 1993 endete der vollautomatische Betrieb auf der mittlerweile als U4 bezeichneten Linie, 1995 beschloss der BVG-Vorstand das endgültige Aus für das SELTRAC-System.
Ab 1988 folgte ein BVG-eigener Versuch bezüglich der künftigen Zugfahrerselbstabfertigung (ZSA). Für deren Erprobung boten sich die SELTRAC-Züge an, da sie bereits über elektrische Türmechanik, Überwachung der Türnotöffnung, Meldetechnik über die Türöffnung, technische Anfahrsperre bei geöffneten Türen, seitenabhängige Türöffnung und Lautsprecher verfügten. Im Frühjahr 1992 begannen auf der Linie U4 die ZSA-Versuche, aus denen sich die spätere Fahrerselbstabfertigung, wie sie heute bei der Berliner U-Bahn Verwendung findet, entwickelte.
Die Doppeltriebwagen 684/685 und 732/733 wurden in den Jahren 2000/2001 zu Hilfsgerätezügen für das Kleinprofilnetz umgebaut, alle anderen bis Juni 2010 ausgemustert.

## Weitere Entwicklung

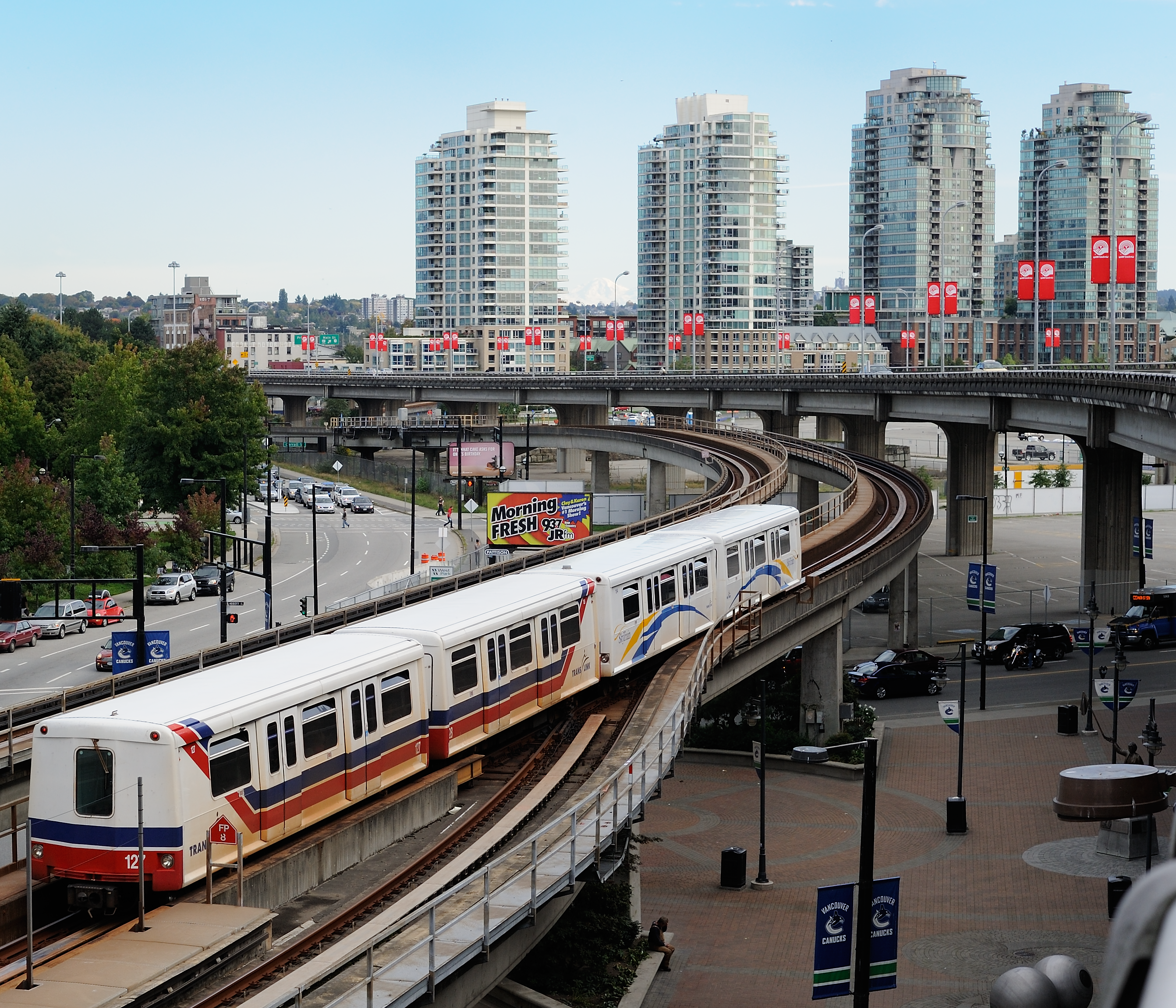
SkyTrain der Bauart MK I / Mark I in Vancouver, 2013

Das SELTRAC-System wurde weiterentwickelt und kommt heute bei zahlreichen Bahnen zum Einsatz. Beispiele sind:
- Jubilee, Northern and Piccadilly Lines von London Underground
- Docklands Light Railway
- SkyTrain Vancouver
- AirTrain JFK
- Linie 4 der U-Bahn Peking
- Metro Dubai